# Rastatt
Rastatt (in alemanno Raschdi) è una città della Germania che conta 51 310 abitanti, situata nella regione del Baden-Württemberg. Dista 22 km da Karlsruhe.

## Storia
In questa località, nel 1714, fu stipulato il trattato di pace che è ricordato con il suo nome.

## Amministrazione

### Gemellaggi
Rastatt è gemellata con:
- Orange, dal 1965
- New Britain, dal 1984
- Fano, dal 1985
- Ostrov, dal 1991
- Woking, dal 2001
- Guarapuava, dal 1988

Rastatt
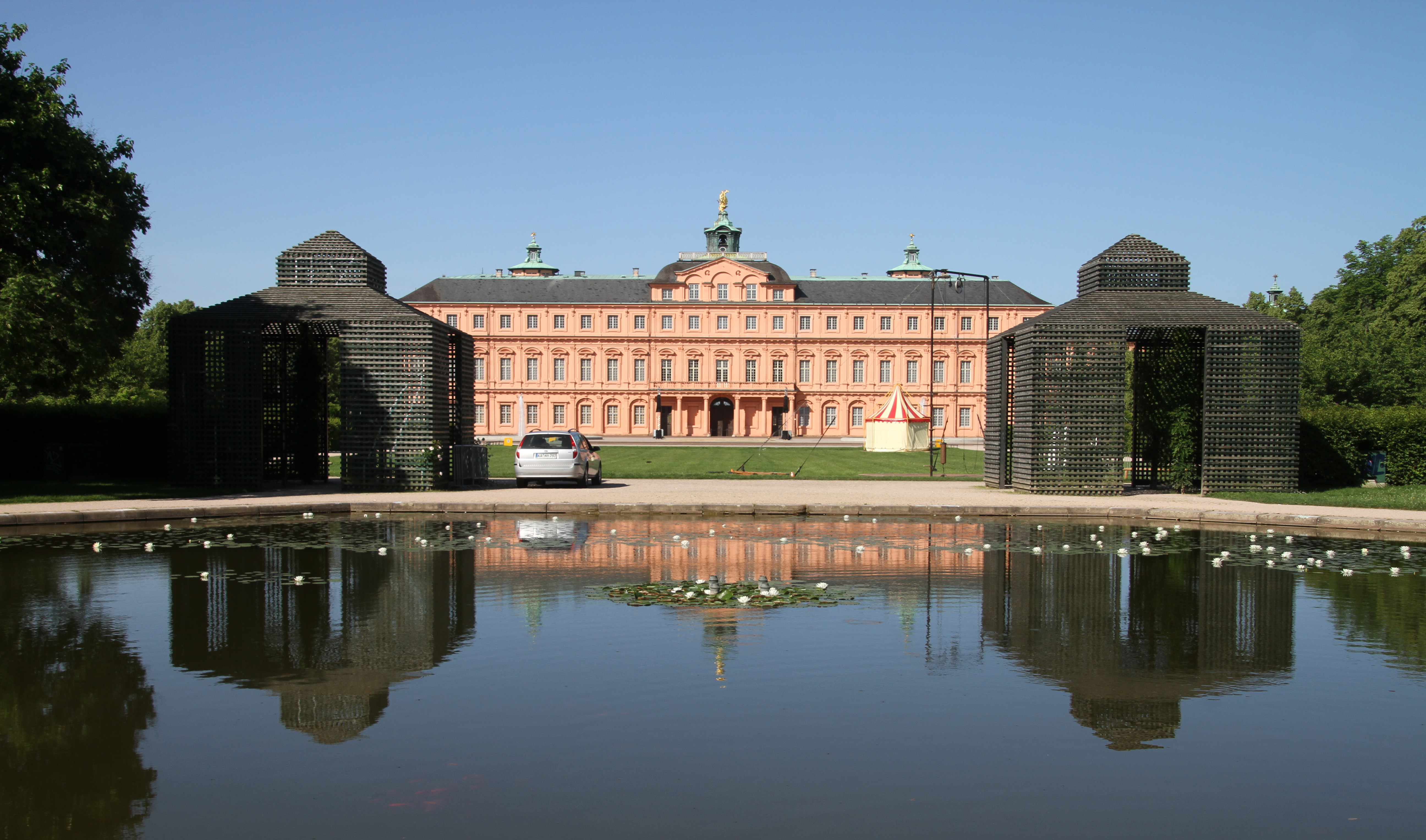
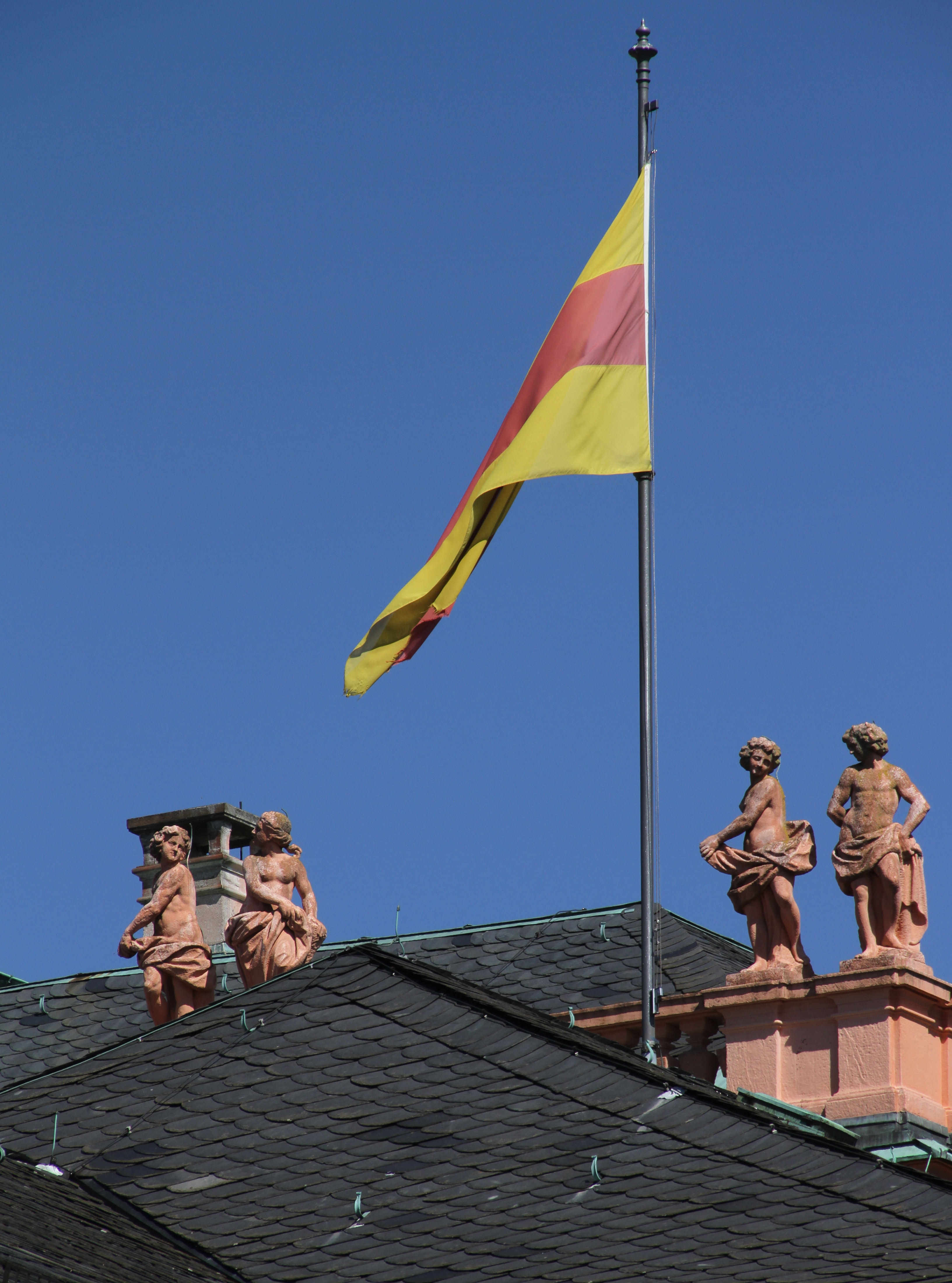
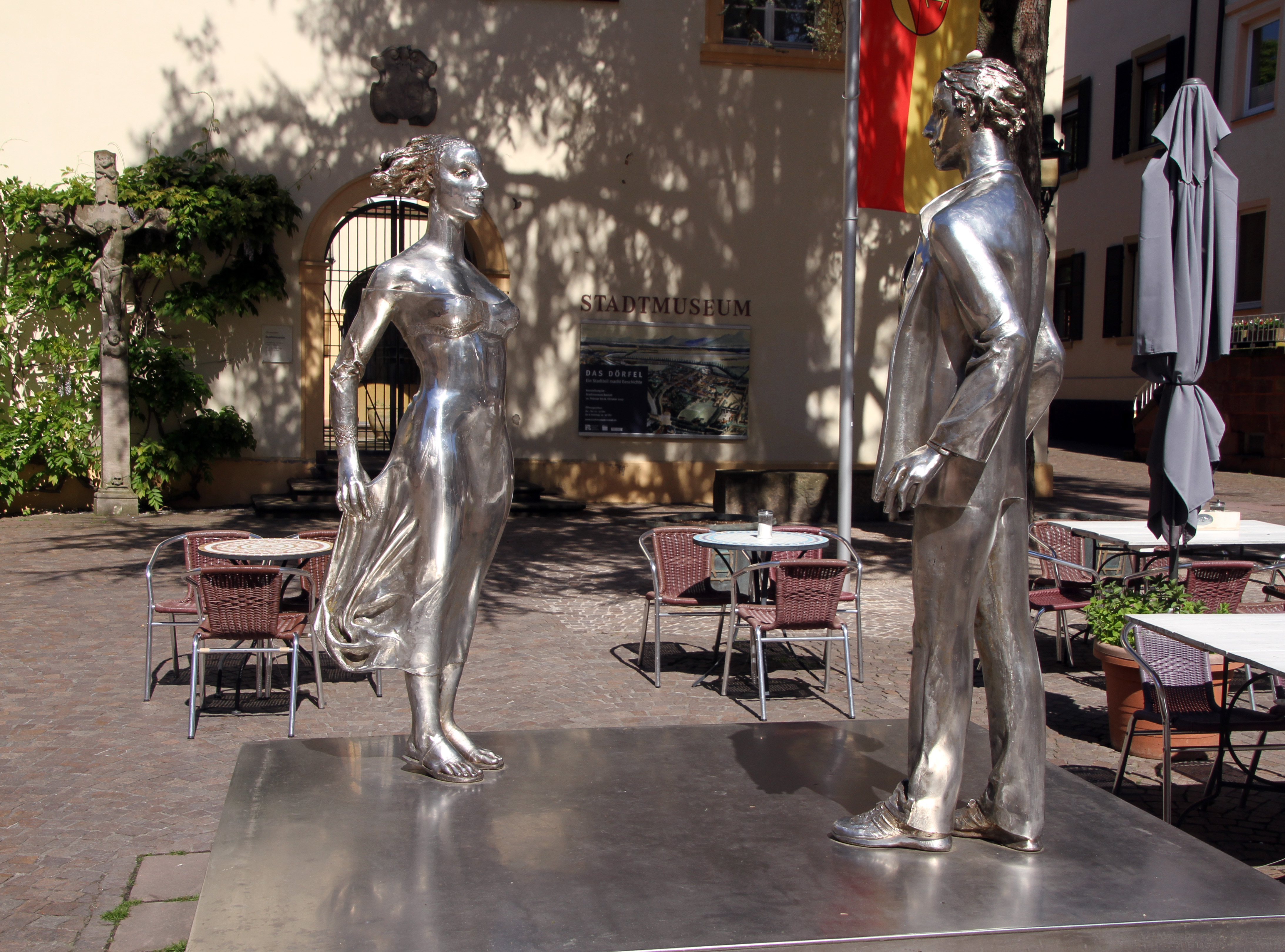
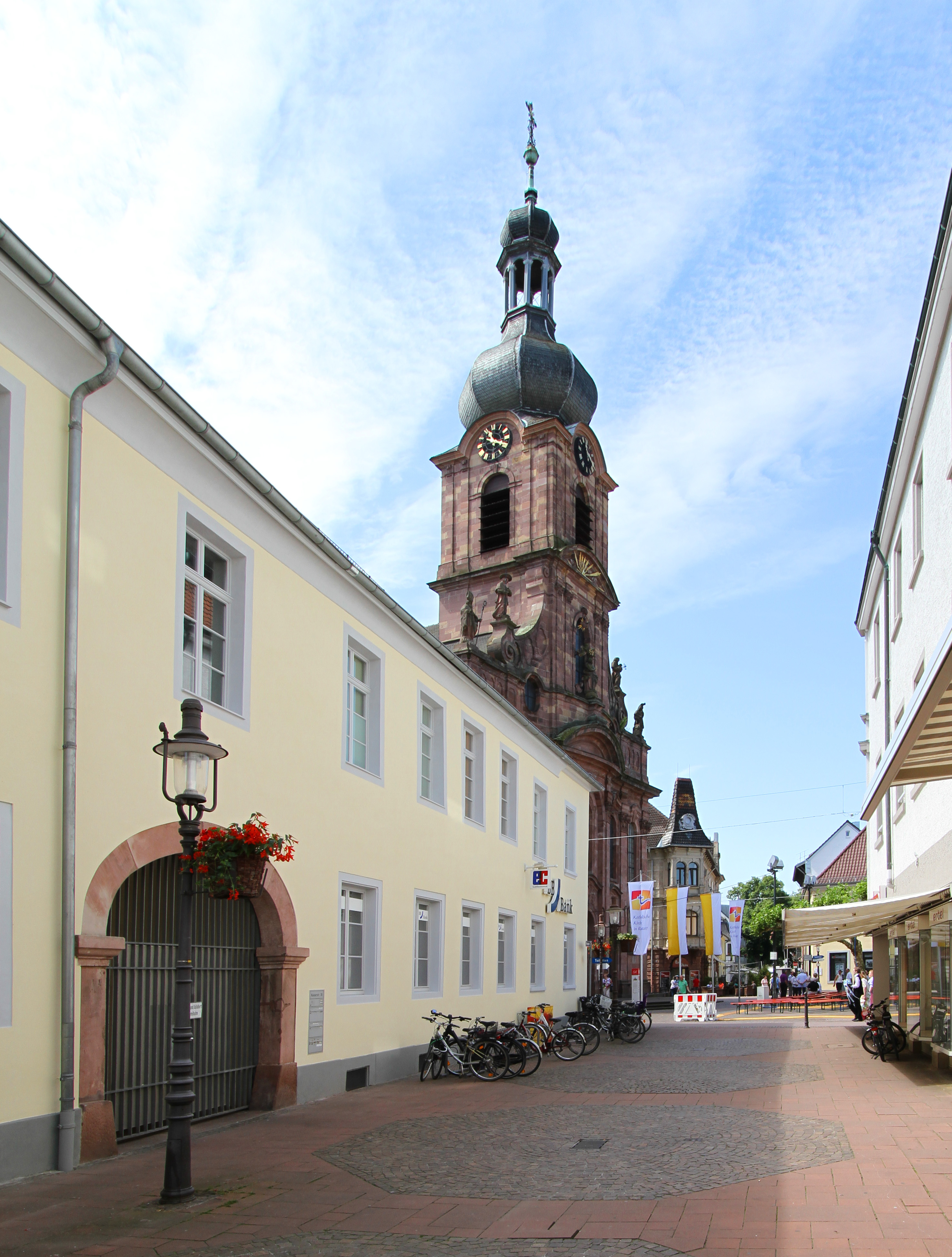
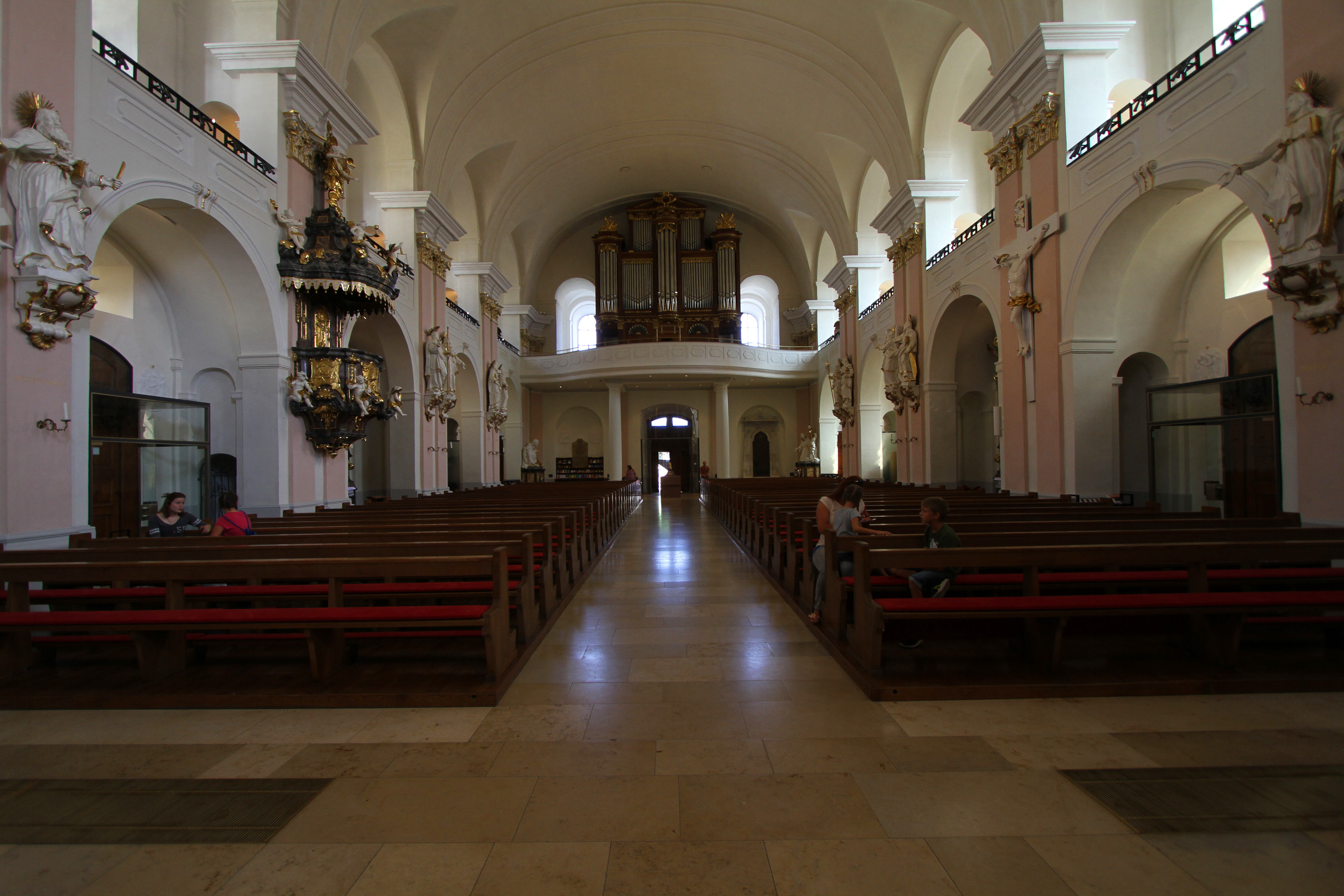
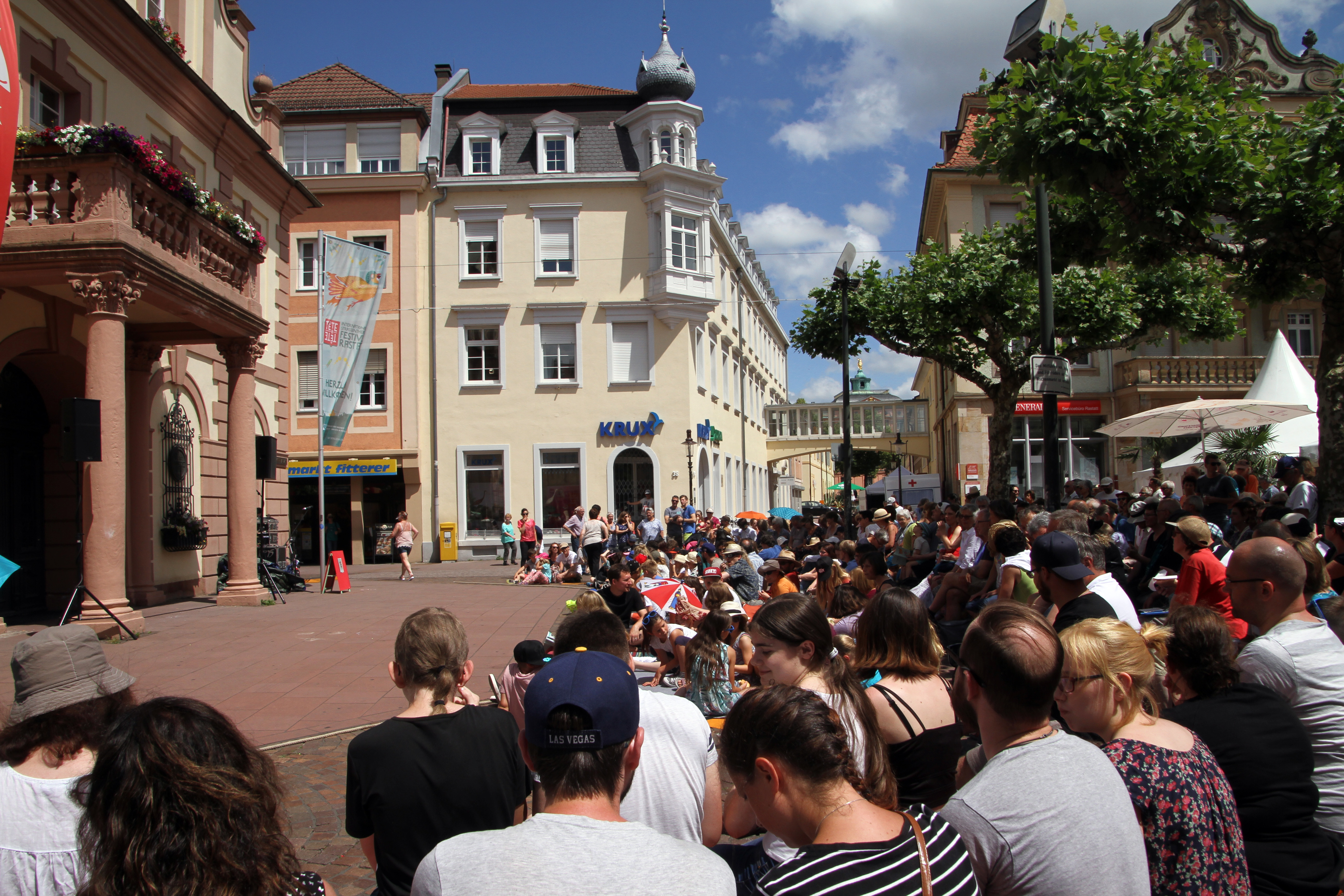
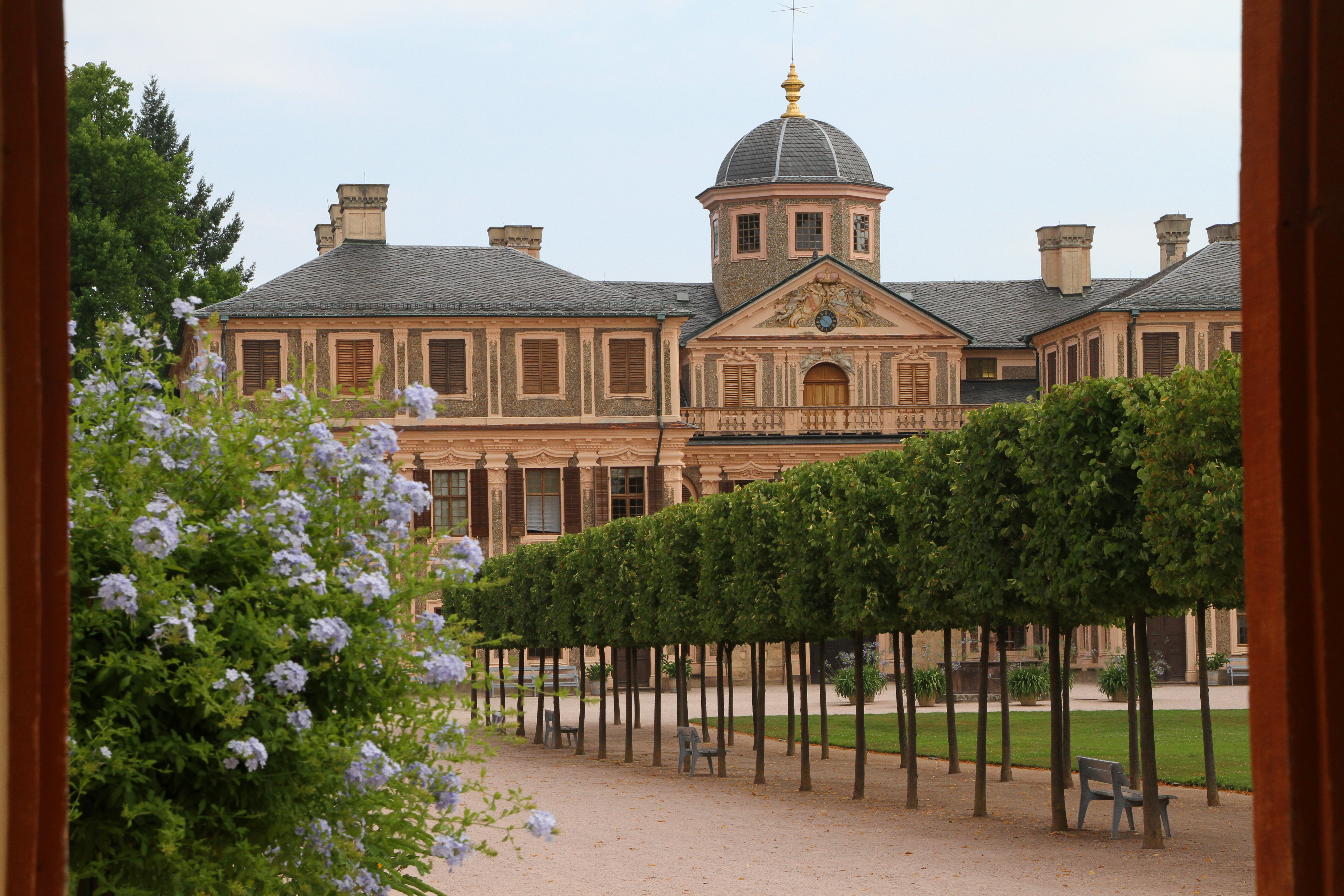
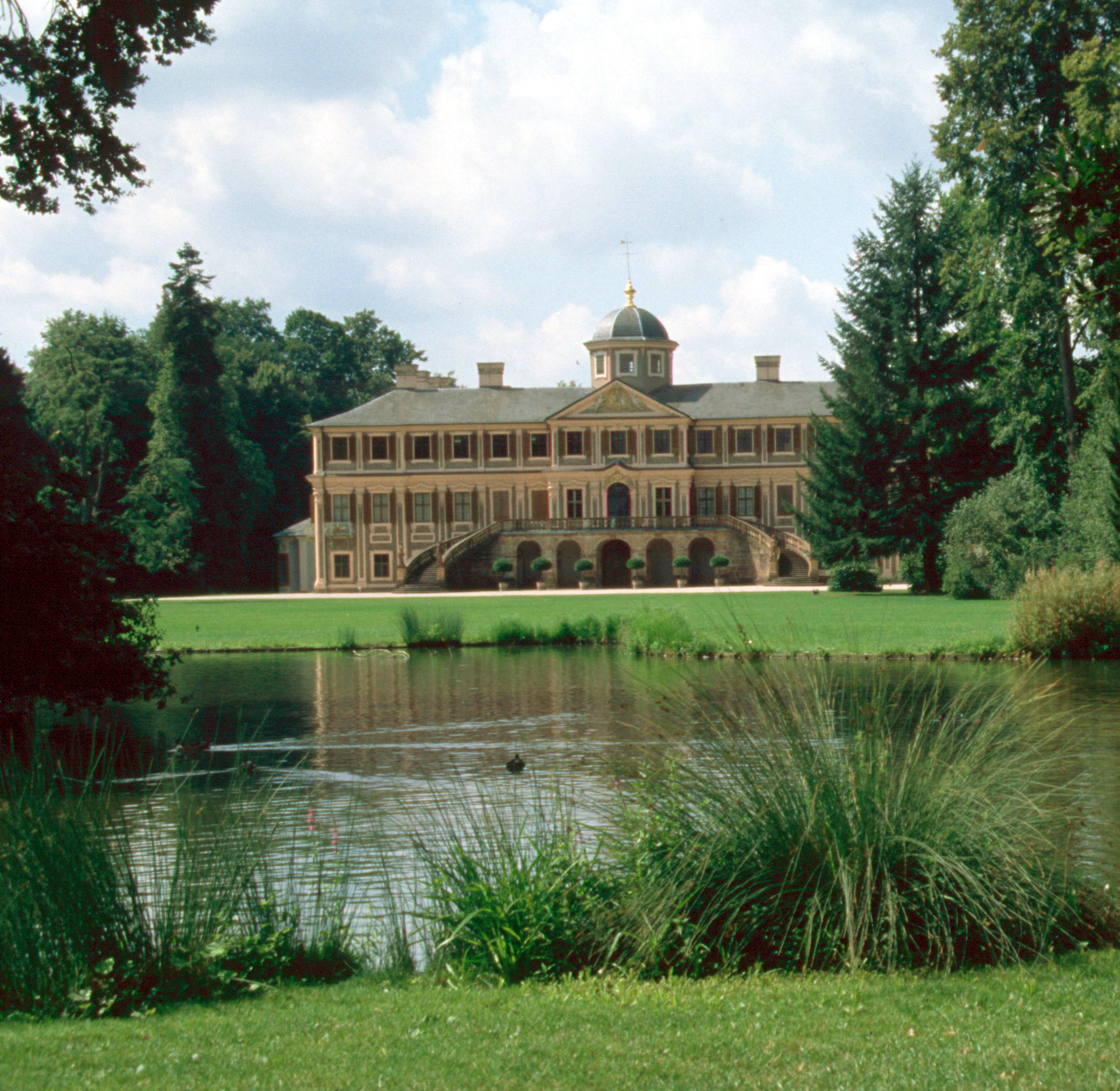